# Echium albicans
Echium albicans är en strävbladig växtart. Echium albicans ingår i släktet snokörter, och familjen strävbladiga växter.

## Underarter
Arten delas in i följande underarter:
- E. a. albicans
- E. a. fruticescens

## Bildgalleri

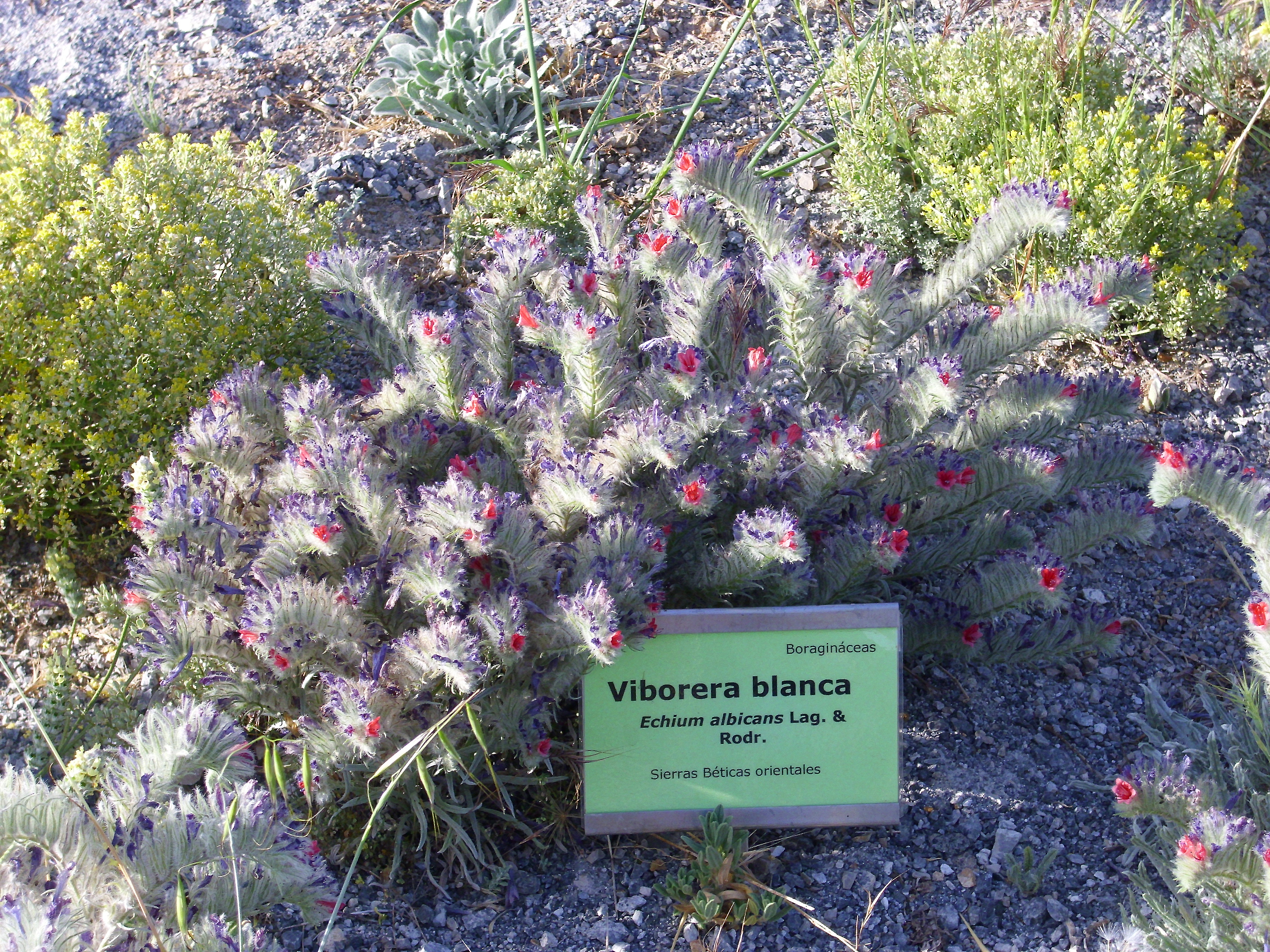